# Ngquza Hill
Ngquza Hill Local Municipality is een gemeente in het Zuid-Afrikaanse district O.R. Tambo.
Het ligt in de provincie Oost-Kaap en telt 278.481 inwoners. Het gemeentebestuur is gevestigd in de plaats Flagstaff.

## Hoofdplaatsen
Het nationaal instituut voor de statistiek, Stats SA, deelt sinds de census 2011 deze gemeente in in 331 zogenaamde hoofdplaatsen (main place):
Amakwalo • Babani • Baleni • Bazana • Bhala • Bhalasi • Bhobhoyi • Bhongweni • Bhungeni • Bhuqa • Bisana • Bisi • Buhlanyanga • Bukazi • Bumazi • Buthulo • Buziba • Cabekwana • Cele • Chithiwayo • Cikolo • Cutweni • Debesa • Dibandlela • Didi A • Didi B • Diki • Dolophini • Dubana • Dukada • Dukuza • Duphu • eChibini • Egxeni • Elhibini • Eluxolweni • Emafusini • Emakhalini • Emboleni • Engqosa • Eqhoqhweni • Esidwadweni • Esikhulu • Ezinkumbini • Fama Loc • Flagstaff • Fleyi • Gabajana • Galatyeni • Gangeni • Gobozana • Goso • Goso Forest • Gqina • Gubevu • Gunyeni • Guqa • Gxelesha • Hlabati • Hlwahlwazi • Hombe • J.B. • Jaca • Joe Slovo • Kanana • Khabingele • Khalamfazi • Khanyayo A • Khanyayo B • Khimbile • Khonjwayo A • Khonjwayo B • KuGwexindaba • KuHala • KuMathe • KuNikwe • KuNkongolo • KuTshandatshe • KwaBhala A • KwaBhala B • KwaBhala C • KwaBodweni • KwaBushula • KwaCoka • KwaDick • KwaGcuda • KwaMbhayi • KwaMgezwa • KwaNdengane • KwaNdovelana • KwaNjiyela • KwaNyuswa • KwaRamzi • KwaSomkhetho • KwaTauka • KwaTawuka • KwaThahle • KwaZitha • KwaZulu • Laleni • Lambasi • Litlaphele • Lower Gwadu • Lower Qoqo • Lubala • Ludaka • Ludiwane • Lufankomo • Lugongqozo • Lujecweni • Lumayeni • Lunikela • Luqhoqweni • Luqumbeni • Lusikisiki • Luthulini • Luthuthu • Lwandlana A • Lwandlana B • Machibi • Madevana • Magqabesi • Magwa • Magwambu • Makhwalweni • Malangeni A • Malangeni B • Malizole • Malola • Mangatini • Mangquzu • Mangweni • Manqilo A • Manqilo B • Mantlaneni • Manyengele • Mapheleni • Maqanyeni • Maramza • Marhamzeni • Masonti • Mataleni • Mateko • Mathaba • Mathambo • Mathunzini • Matshisi • Mavaleleni • Maxaxibeni • Mbambakewu • Mbenyane • Mbhadango • Mbila • Mbilikati • Mbofu • Mbotyi • Mbozisa • Mbudu A • Mbudu B • Mbuthweni • Mcelu • Mcobotini • Mdakeni • Mdeni • Mdikane • Mdlambulo • Mdudwa • Mdumazulu A • Mdumazulu B • Mevana • Mfinca • Mfinizweni • Mfundeni • Mgojweni • Mgwedlweni • Mhlanga • Mhlanjeni • Mhlopekazi • Mhlumba • Mhlwazini • Mketengeni • Mkhambathi • Mkhamela • Mkhose • Mkhumbi • Mkhumeni • Mkhwalweni • Mmangukoma • Mmangweni • Mncane • Mneketshe • Mngeni • Morrison's Place • Mpenkulu • Mphangana • Mpongompongweni • Mpoza • Mpumaze • Mpungutye • Mqatyeni • Mqwangqweni • Mrhotsho • Msikaba A • Msikaba B • Msikaba C • Mthentu • Mthontsasa • Mtshayazafe • Mtshayelo • Mtshiso • Mtwaku • Mvimvane • Mxarhu • Mxokozweni • Mzimhle • Mzimkhulu • Mzintlava A • Mzintlava B • Mzizangwa • Nayintsentse • Ndakeni A • Ndakeni B • Ndimakude • Ndimbaneni • Ndlangase • Ndukudeni • Ndungunyeni A • Ndungunyeni B • Ndzondeni • New Rest • Ngcengce • Ngcungeni • Ngebheni • Ngobozana • Ngozi • Ngqandulo • Ngqandulwana • Ngqelemani • Ngqibelana • Ngqongqo • Ngquza A • Ngquza B • Ngquza Hill • Ngquza Hill NU • Ngqwabeni • Ngweleni • Ngwenyeni • Njanda • Njimbinxeni • Njombela • Nkozo • Nkulu • Nkuluekweni • Nkunzimbini A • Nkunzimbini B • Nkwalini • Nkwezela • Nobadula • Nqaqhumbe • Ntakana • Ntanzi • Ntele • Ntlambe • Ntlangano • Ntlembeni • Ntlonyana • Ntontela • Ntsimbini A • Ntsimbini B • Nxambani • Nxarhabe • Nxuze • Nyareni • Nyathi • Nyembezini • Nyukhweni • Patari • Phumaze • Phumlo • Poliya • Qamangweni • Qasa • Qawukeni • Qebedu • Qojana • Qoqo SP • Qoqweni • Qoxoza • Qumbini • Qwabe • Qwaru • Redhill • Rhole • Rwantsana • Sabelo • Sicambeni • Sicwenza • Sidabekweni • Sigcawu • Sigubudwini • Sikitini • Silangwe • Sipaqeni • Siphezini A • Siphezini B • Siretshe • Sitshayelo • Situlu • Sixontweni • Siyabulela • Taleni • Taweni • Tembukazi • Thafabanzi • Thakanelo • Thembeni • Thwasi • Tshonya • Tyeni • Unity Park • Upper Mkata • Vlei • Wema • Xhamini • Xhurana • Xoposo • Zadungeni • Zibele • Zimpohleni • Zinyangeni • Zwelitsha.